# Rogers–Ramanujan-identiteterna
Inom matematiken är Rogers–Ramanujan-identiteterna två identiteter relaterade till q-hypergeometriska serier. De upptäcktes och bevisades ursprungligen av Leonard James Rogers (1894). Srinivasa Ramanujan återupptäckte dem något före 1913, men kunde inte bevisa dem. Ramanujan hittade senare Rogers artikel från 1917 och de publicerade tillsammans ett nytt bevis (Rogers & Ramanujan 1919). Issai Schur (1917) upptäckte och bevisade identiteterna senare oberoende av Rogers och Ramanujan.

## Definition
Rogers–Ramanujan-identiteterna är
{\displaystyle G(q):=\sum _{n=0}^{\infty }{\frac {q^{n^{2}}}{(q;q)_{n}}}={\frac {1}{(q;q^{5})_{\infty }(q^{4};q^{5})_{\infty }}}=1+q+q^{2}+q^{3}+2q^{4}+2q^{5}+3q^{6}+\cdots \,} (talföljd A003114 i OEIS)
och
{\displaystyle H(q):=\sum _{n=0}^{\infty }{\frac {q^{n^{2}+n}}{(q;q)_{n}}}={\frac {1}{(q^{2};q^{5})_{\infty }(q^{3};q^{5})_{\infty }}}=1+q^{2}+q^{3}+q^{4}+q^{5}+2q^{6}+\cdots \,} (talföljd A003106 i OEIS)
där {\displaystyle (\cdot ;\cdot )_{n}} är q-Pochhammersymbolen.

## Modulära funktioner
Om q = e2πiτ är q−1/60G(q) och q11/60H(q) modulära funktioner av τ.

## Användningar
Rogers–Ramanujans kedjebråk är 
{\displaystyle 1+{\frac {q}{1+{\frac {q^{2}}{1+{\frac {q^{3}}{1+\cdots }}}}}}={\frac {G(q)}{H(q)}}.}